# Rue Hongrée
La rue Hongrée est une rue ancienne du centre de la ville de Liège (Belgique) qui relie Féronstrée au quai de Maestricht.

## Toponymie
La rue est située dans un quartier où se trouvaient de nombreux drapiers (voir impasse des Drapiers et rue Sur-les-Foulons). Pour étendre leurs draps et étoffes, ces drapiers utilisaient des pendoirs ou des madriers désignés par le mot germanique Hangerei ou flamand  Hangen qui se serait francisé en Hongrée.
Une autre hypothèse de l'origine du nom de cette rue serait l'arrivée à Liège en 1029 d'environ 1200 réfugiés dont la plupart venaient de Hongrie, poussés par la famine. Ils s'établirent dans le quartier. Certains d'entre eux (accompagnés de Liégeois) repartirent en 1052 dans leur pays d'origine car une nouvelle famine sévissait cette fois à Liège.
Il est à noter que le quai de Maestricht qui prolonge la rue s'appelait précédemment quai de Hongrée.

## Description et localisation
Cette courte rue plate et presque rectiligne d'une longueur d'environ 63 m relie la rue Féronstrée aux quais de Meuse auxquels elle accède par un rond-point. Elle applique un sens unique de circulation automobile de Féronstrée vers les quais.

## Architecture

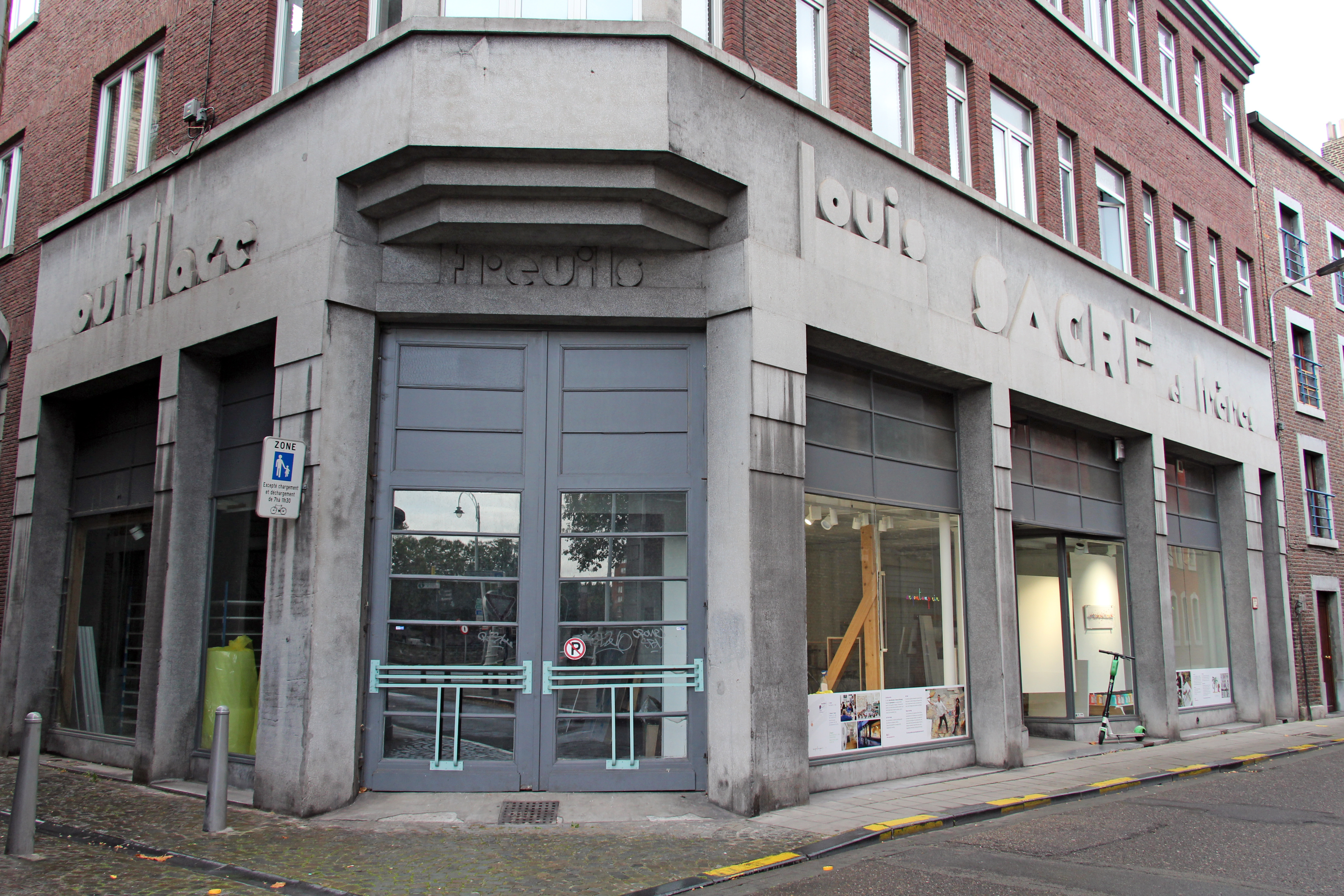
Bâtiment sis aux nos 6/8

Un seul immeuble de la rue est repris à l'Inventaire du patrimoine culturel immobilier de la Wallonie. Il s'agit du magasin et atelier portant l'inscription en relief : Outillage treuils Louis SACRE et frères. C'est une construction de style moderniste de l'architecte Mossay bâtie en 1933 et située aux nos 6/8, à l'angle de la rue Sur-les-Foulons.

## Voiries adjacentes
- Féronstrée
- Rue Sur-les-Foulons
- Quai de Maestricht
- La Batte

### Source et lien externe
- Claude Warzée, « Le quai de la Goffe, la Batte, l’ancienne halle aux viandes et la cité administrative », sur Histoires de Liège, 4 août 2016 (consulté le 7 août 2023)